# Mainzer Zitadellengraben

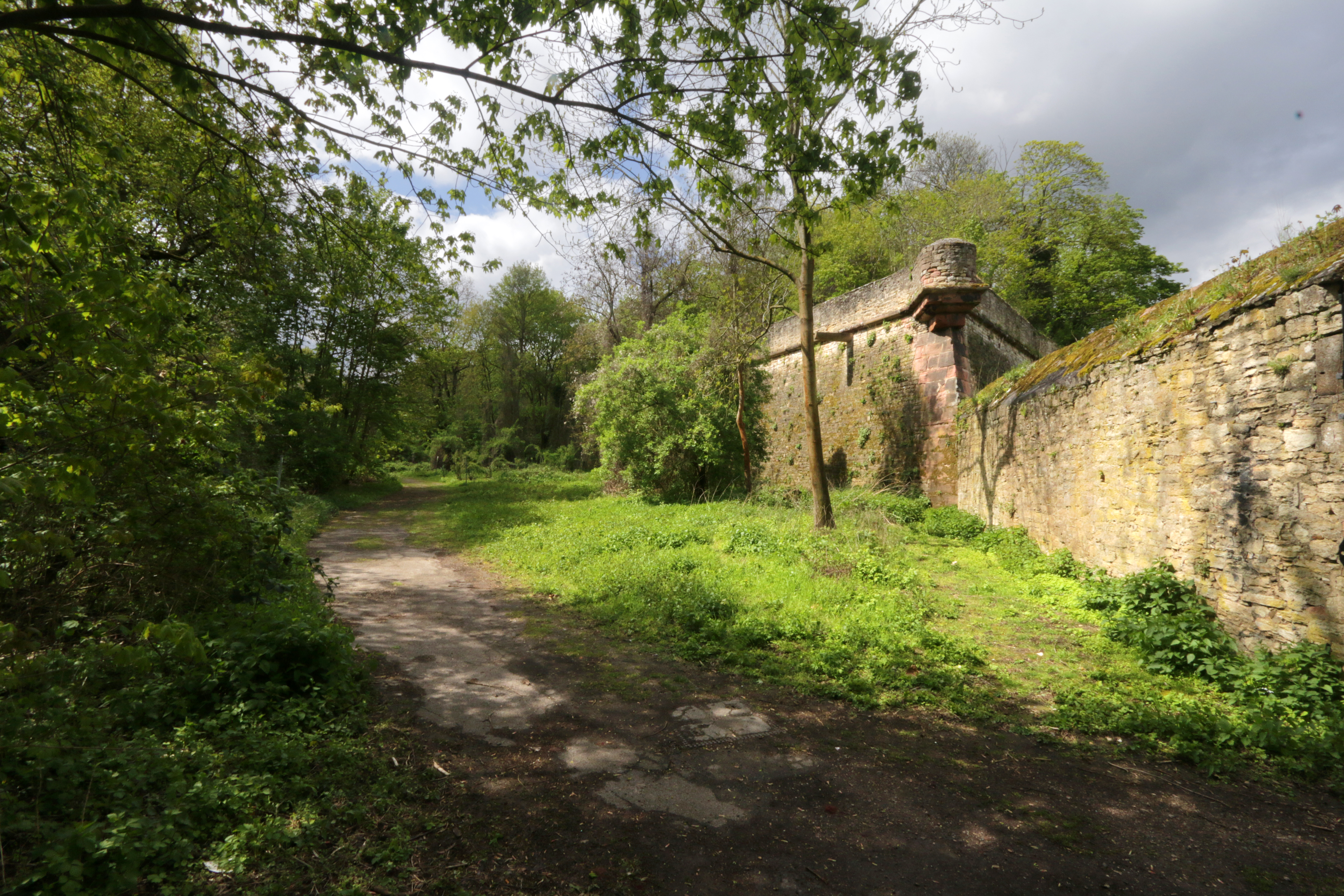
Der Mainzer Zitadellengraben (2016)

Mainzer Zitadellengraben ist die gängige Bezeichnung für den Geschützten Landschaftsbestandteil auf dem Gelände der Mainzer Zitadelle, gelegen im Innenstadtbereich, mit einer Größe von circa 8 ha. Das Gebiet wurde 1986 von der Stadt Mainz aus Naturschutzgründen als Geschützter Landschaftsbestandteil ausgewiesen. Seine genaue Bezeichnung in der Rechtsverordnung lautet: Grünbestand der Zitadellenanlage mit Grabenbereich.

## Gebietsbeschreibung
Der Geschützte Landschaftsbestandteil umfasst den Zitadellengraben auf der südlichen Seite der Festung. Dazu kommen die dort stehenden Maueranlagen und weitere Flächen innerhalb der Zitadelle, die an die geschützten Mauern und den südlichen Zitadellengraben angrenzen.
„Die Flora und Fauna, die sich über Jahrzehnte auf Teilen der Zitadelle entwickelt hat, ist heute von unschätzbarem Wert,“ bewertet die Stadt Mainz das Gebiet. Bei Untersuchungen wurden 447 Tier- und Pflanzenarten festgestellt, davon 66, die auf der „Roten Liste“ stehen; als Beispiele werden Braunes Langohr (Fledermaus), Mauereidechse, Langhornbienen, Zwerghirschkäfer, Eibe, Flockige Königskerze genannt. Von „bundesweiter Bedeutung“ seien die Mauern, weil in deren Hohlräumen über 170 Arten von Stechimmen (Wildbienen, Grabwespen) leben. Außerdem zählen diese Mauern mit einer Gesamtfläche von 19.000 Quadratmetern zu den „landesweit bedeutendsten Moos-Biotopen“. Neben der Artenvielfalt seien in dem Geschützten Landschaftsbestandteil seit Jahrhunderten ungestörte Lebensräume entstanden, die besondere und schützenswerte „genetische Reservoirs“ der dort vertretenen Arten bieten. Überdies stelle das Schutzgebiet eine „grüne Lunge“ für die Innenstadt dar, „die von Frischluftschneisen abgeschnitten ist.“

## Schutzzweck
„Schutzzweck ist die Erhaltung eines sehr strukturreichen, anthropogenen Gebietes mit seinen bemerkenswerten Mauerfugenbiotopen, die Erhaltung der dortigen Tier- und Pflanzenwelt (darunter Rote-Liste-Arten), die Sicherstellung der Leistungsfähigkeit des Naturhaushalts (Verbesserung des städtischen  Kleinklimas) sowie die Belebung, Gliederung und Pflege des Ortsbilds.“

## Auflagen
Nach der Rechtsverordnung von 1986 sind alle Maßnahmen untersagt, die dem Schutzzweck zuwiderlaufen, u. a. der Einsatz von Bioziden, das Beschädigen wildwachsender Pflanzen, jedwedes Stören von Tieren (Leinenpflicht für Hunde), das Errichten neuer Bauwerke etc.
Die Tatsache, dass das Schutzgebiet in der kulturhistorisch bedeutsamen und unter Denkmalschutz stehenden Zitadellenanlage von Mainz angesiedelt ist, berücksichtigt die Rechtsverordnung wie folgt: „Bei den Arbeiten ist darauf zu achten, daß die für die Flora und Fauna notwendige Ritzen- und Fugenstruktur soweit als möglich erhalten wird“.

## Kontroverse
Gelegentlich wird von einem „Kampf zwischen Denkmalschutz und Naturschutz“ in Bezug auf die Mainzer Zitadelle gesprochen, deren Mauerwerk über die Jahrhunderte in der gesamten Anlage deutlich an Stabilität verloren hat. „Dies ist ganz ohne Zweifel in erster Linie dem Alter des Bauwerks zuzuschreiben“. Unstrittig ist allerdings auch, dass in das vorgeschädigte Mauerwerk Wurzeln von Bäumen eingedrungen sind, die den Schaden vergrößert haben. Der Verein Initiative Zitadelle Mainz e.V.  (IZM) beklagt: „Die Zitadelle verfällt trotz Denkmalschutz“; der Naturschutzbund Deutschland Mainz und Umgebung e.V.  (NABU) möchte das „Grüne Kleinod in der Stadt“ erhalten und verweist darauf, dass Pflanzenbewuchs z. T. auch Mauern vor Verwitterung geschützt hat.
Zwischen den Jahren 2006 und 2008 wurde an einem Teilsegment der Mauer in einem von der DBU geförderten Pilotprojekt eine „ökologische Mauersanierung“ als Test durchgeführt. 2015 übernahm der NABU die Pflege einiger Flächen im Zitadellengraben von der Stadt. Im Februar 2017 verkündeten die Mainzer Umwelt- und die Mainzer Baudezernentin gemeinsam mit NABU und IZM eine Einigung, wie Denkmalschutz und Naturschutz zusammen gebracht werden sollen: Von den 2550 Bäumen in der Anlage sollen 128 Bäume gefällt werden, die die Mauern gefährden. Zum Ausgleich dafür sind Neuanpflanzungen auf einem Sportplatz geplant, der zu dem Zeitpunkt noch auf dem Gelände des Zitadellengrabens existiert. Wichtigste Maßnahme ist die Verlegung von Wegen, mit dem Ziel, einen von Spaziergängern ungestörten Rückzugsraum für Tiere und Pflanzen zu schaffen. Mindestabstände von Bäumen zu Mauern werden eingehalten.

## Fotos

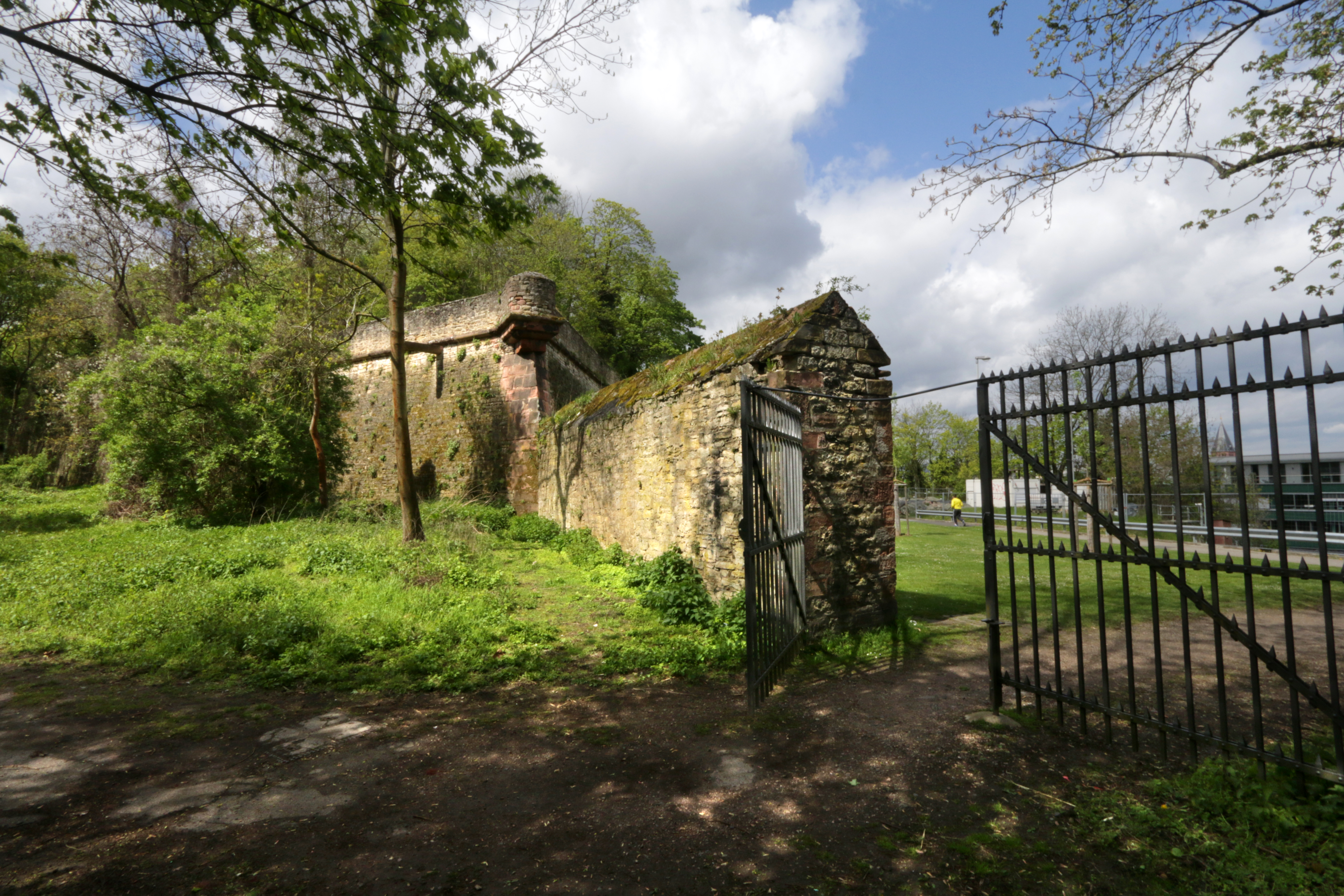
Der romantische Eingang in den Mainzer Zitadellengraben von innen gesehen. Er wurde Mitte 2016 geschlossen, wegen mangelnder Verkehrssicherheit.
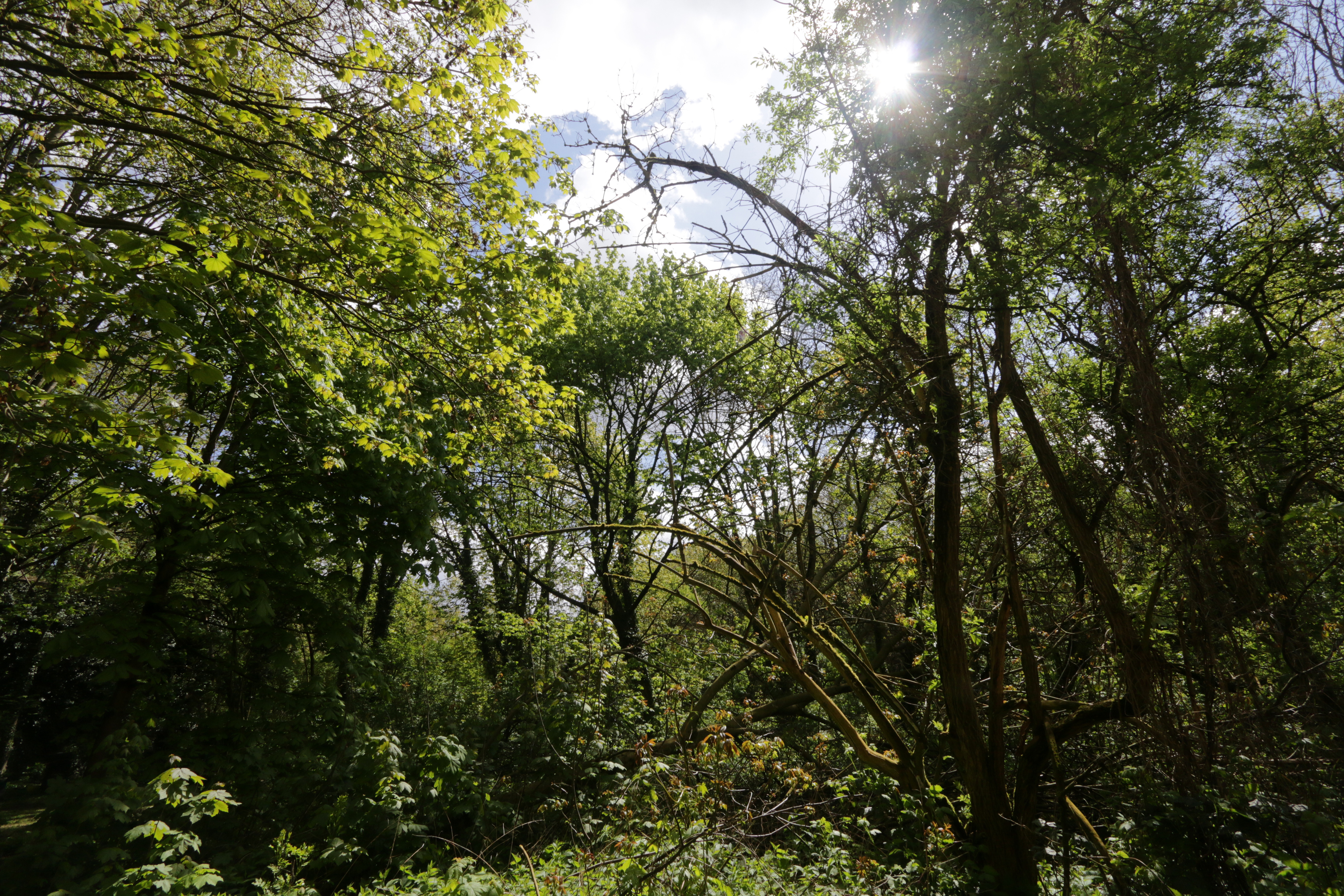
Mehr als 2500 Bäume bilden einen kleinen Urwald in der Zitadelle, mitten in der Stadt Mainz.
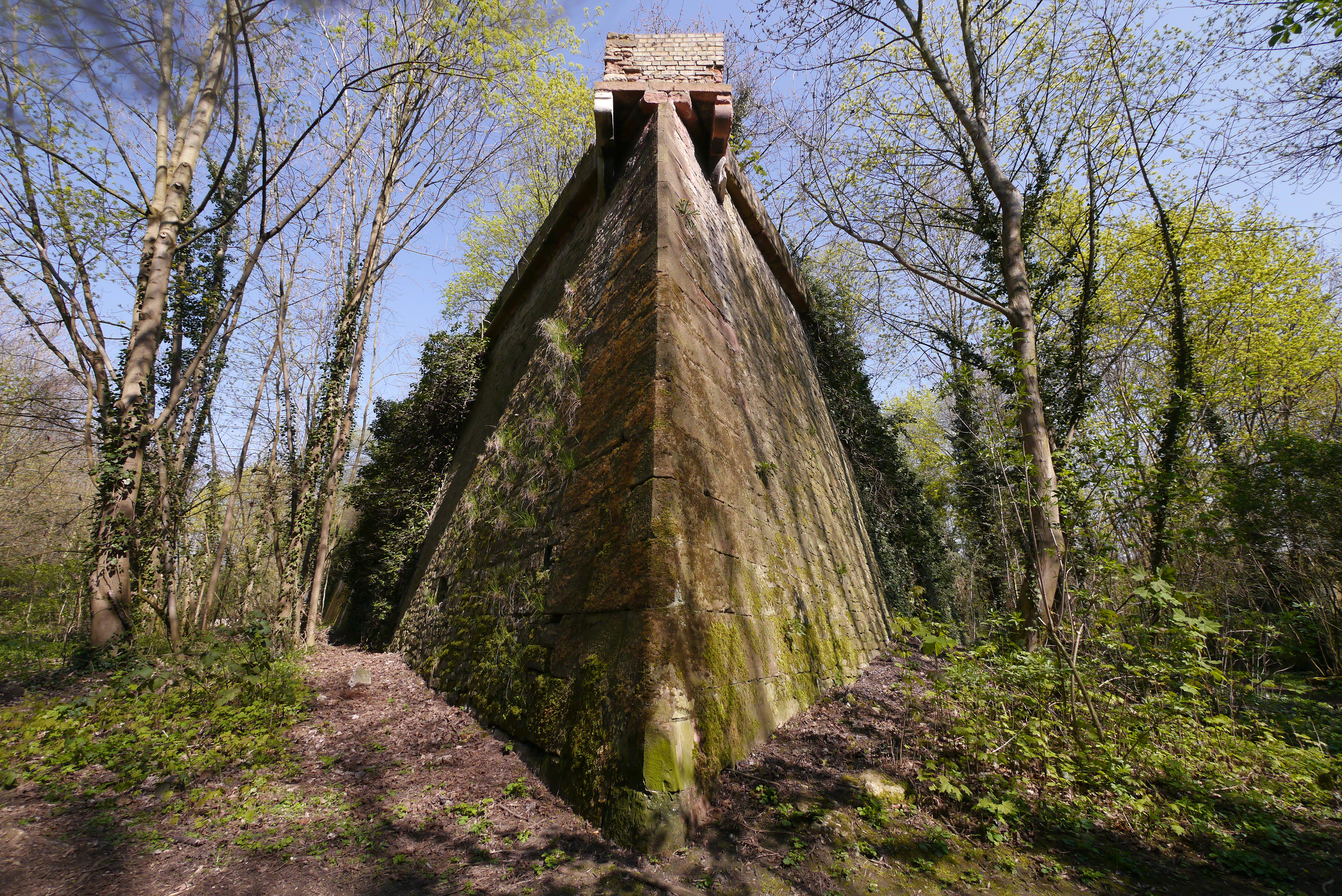
Die Maueranlagen beherbergen Stechimmen-Habitate und Moosbiotope von bundesweiter Bedeutung.
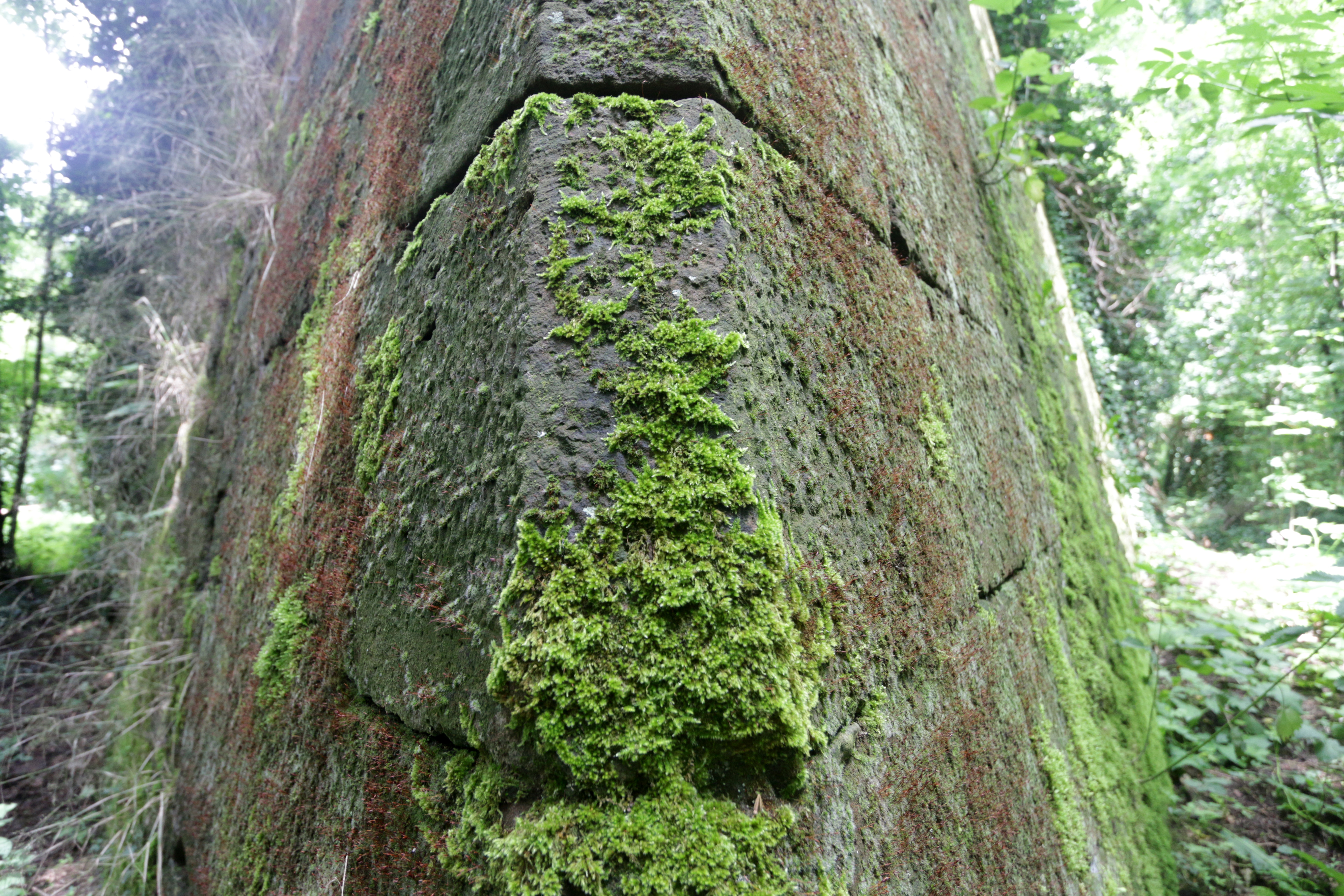
An den Mauern finden sich seltene Flechten und Moose, wie z. B. das Rundblättrige Schnabeldeckelmoos.
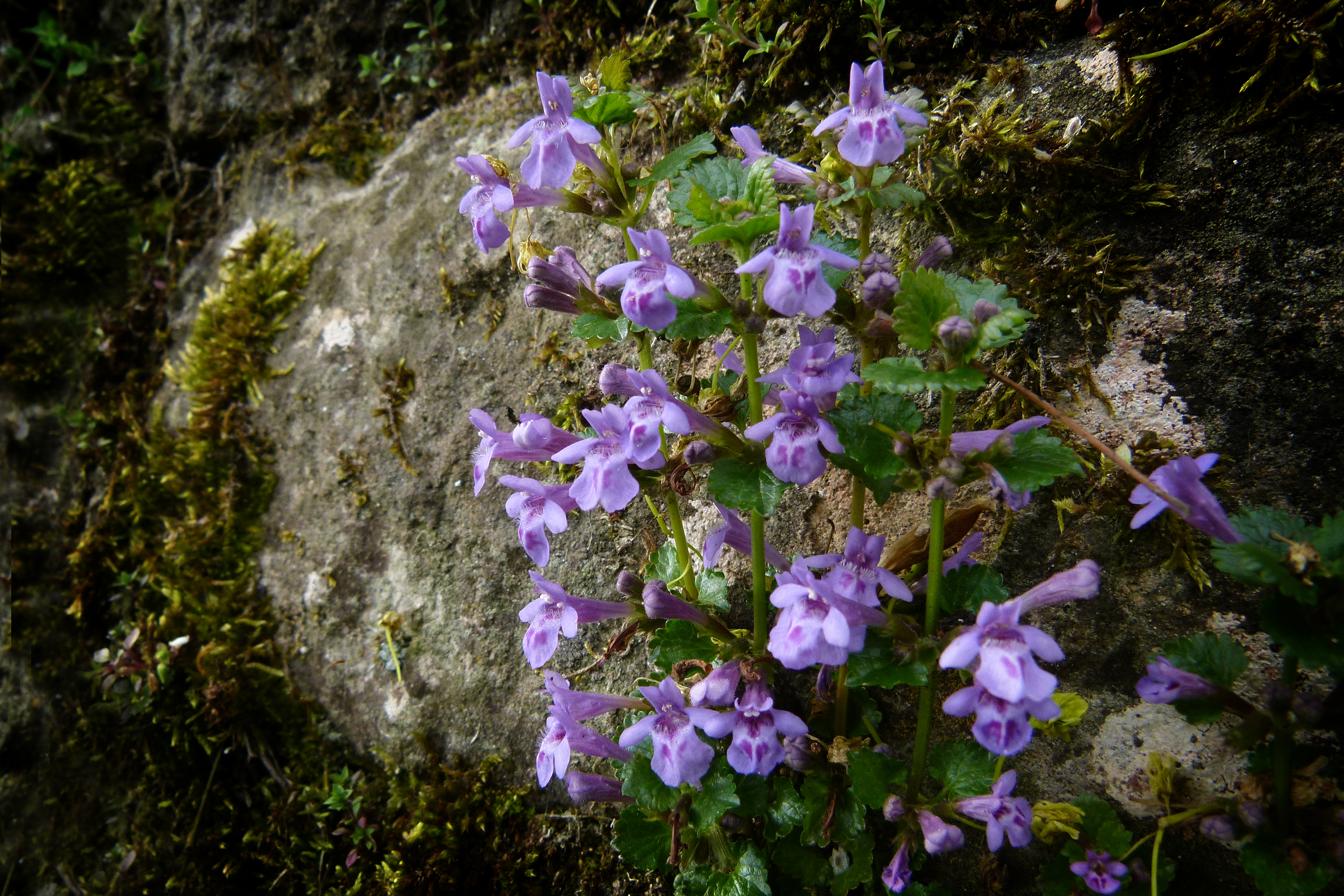
Krautige Pflanzen wie der Gundermann schaden den historischen Mauern nicht und machen die Anlage zu einem ungewöhnlichen Habitat.
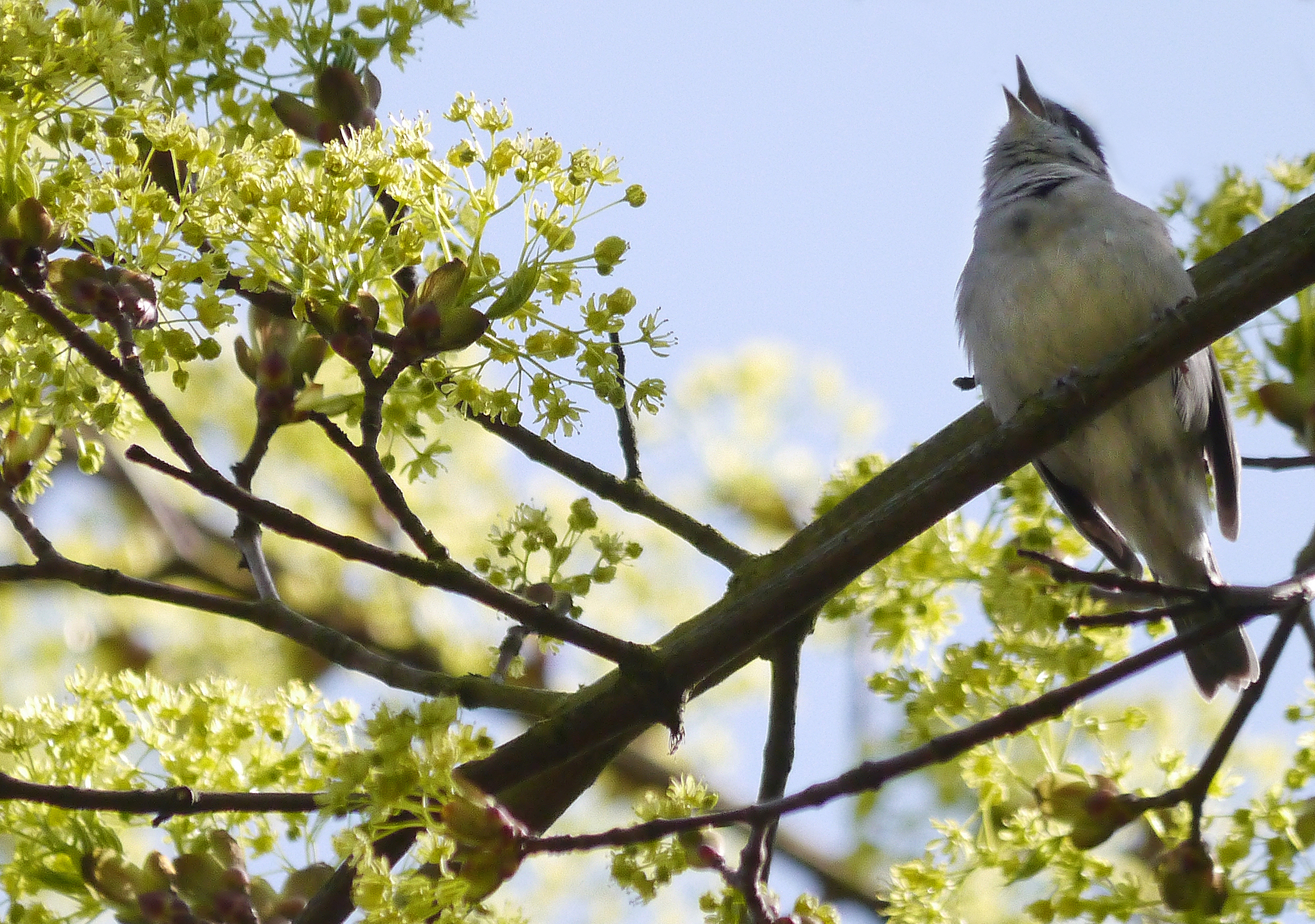
Im Mainzer Zitadellengraben sind 44 verschiedene Vogelarten nachgewiesen worden – hier eine Mönchsgrasmücke.
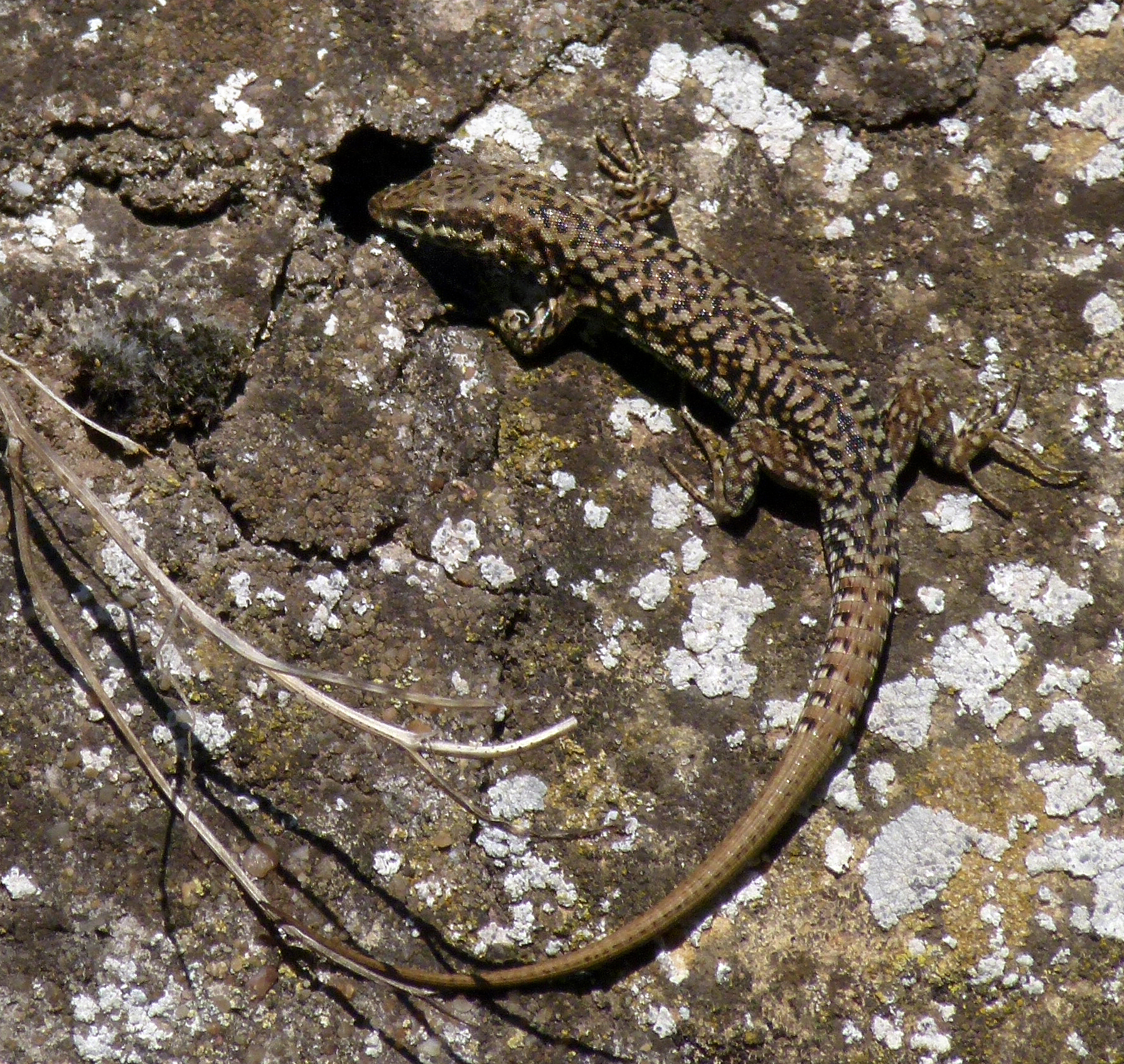
Seltene Mauereidechsen leben in den Mauern der alten Zitadelle. Sie sind streng geschützt.
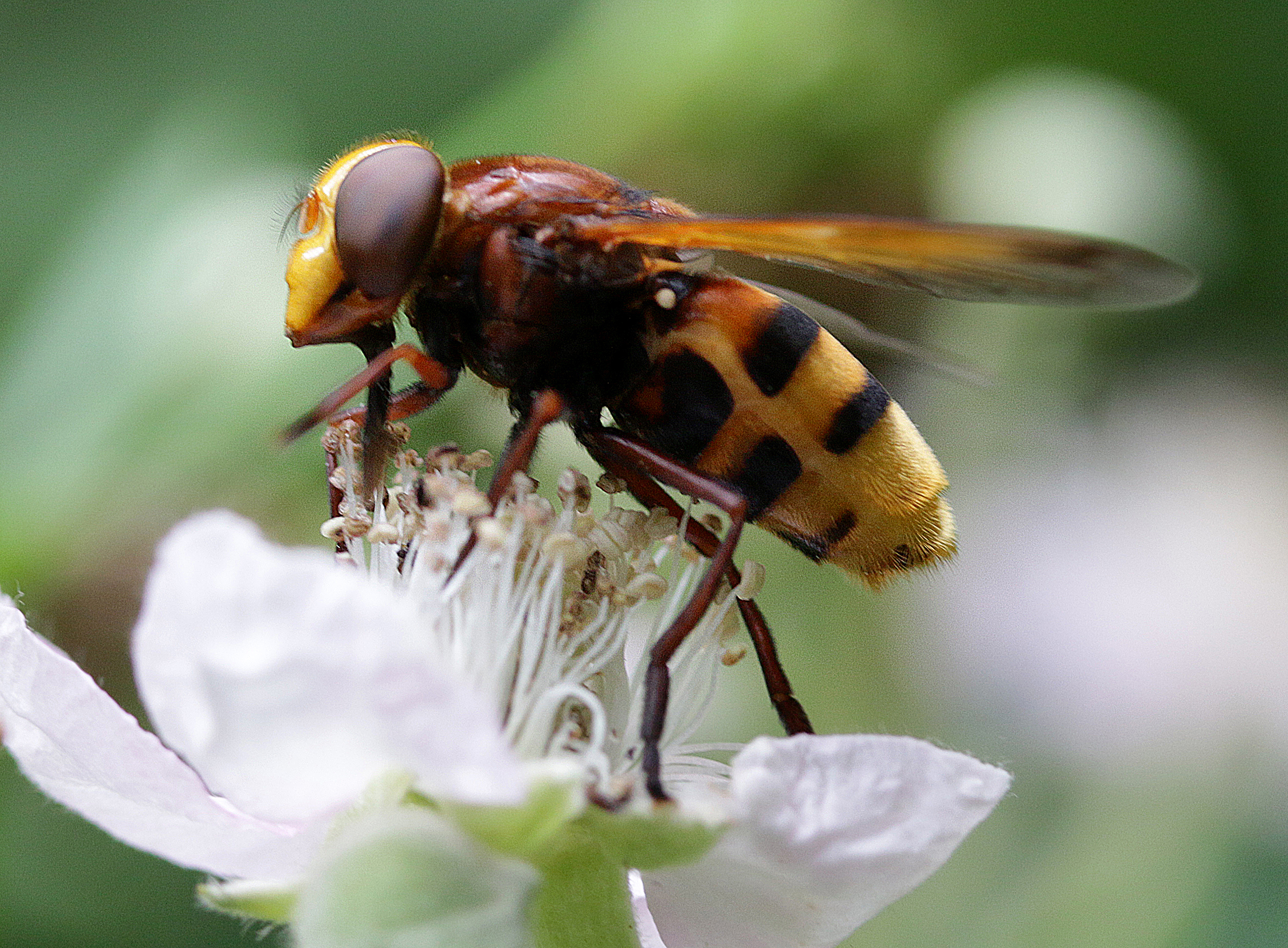
Seltene Insekten finden sich, wie die Hornissen-Schwebfliege, die wegen ihrer Gefährdung auf Vorwarnlisten steht.
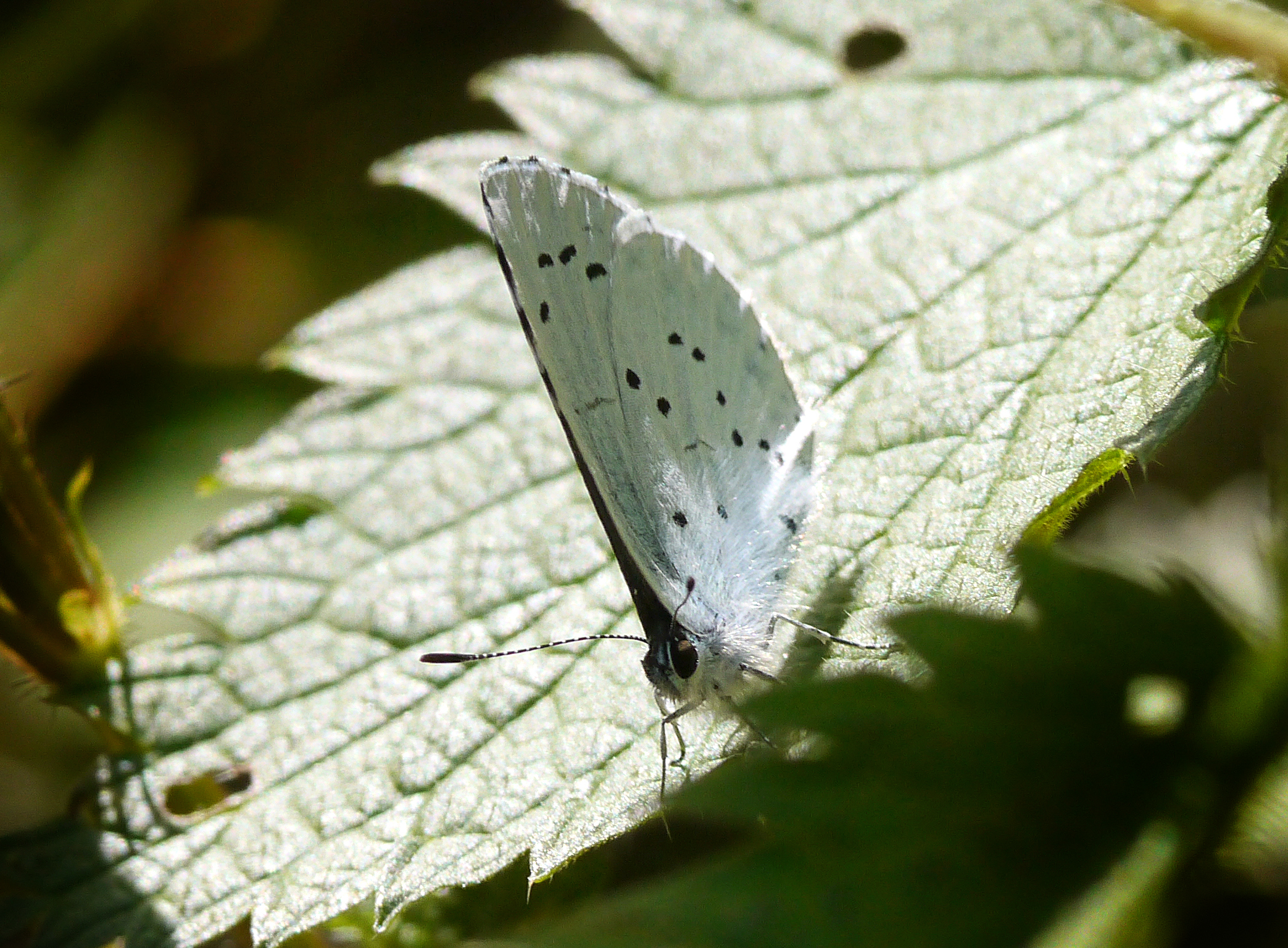
Die vielen Schmetterlinge im Gebiet, wie der empfindliche Faulbaum-Bläuling, sind ein guter Indikator für die ökologische Qualität des Gebietes.
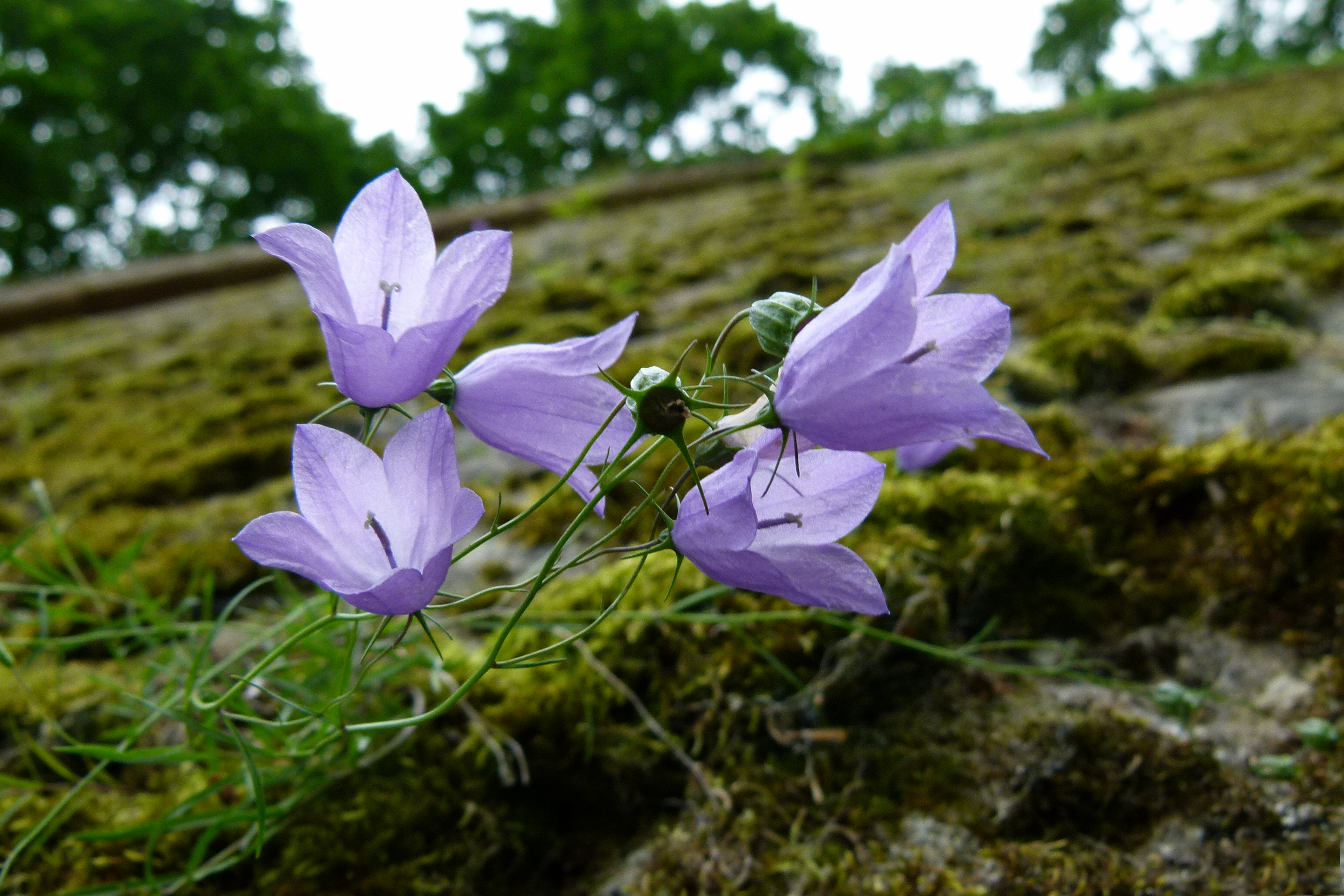
Glockenblumen wachsen ohne Schaden zu verursachen im Frühjahr an den historischen Mauern.
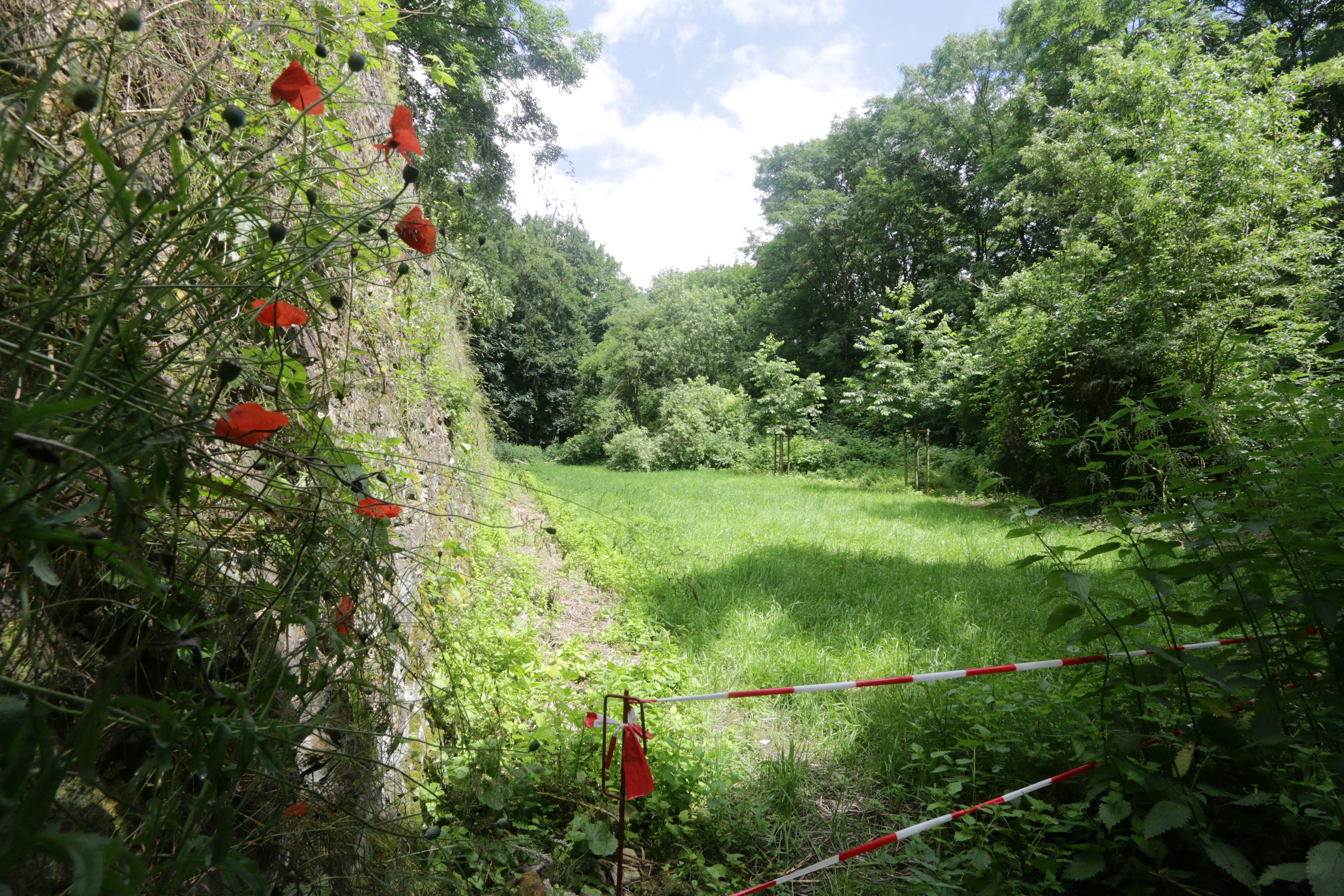
Der NABU Mainz und Umgebung hat die Pflege einiger Flächen im Schatten der historischen Maueranlagen von der Stadt Mainz übernommen.
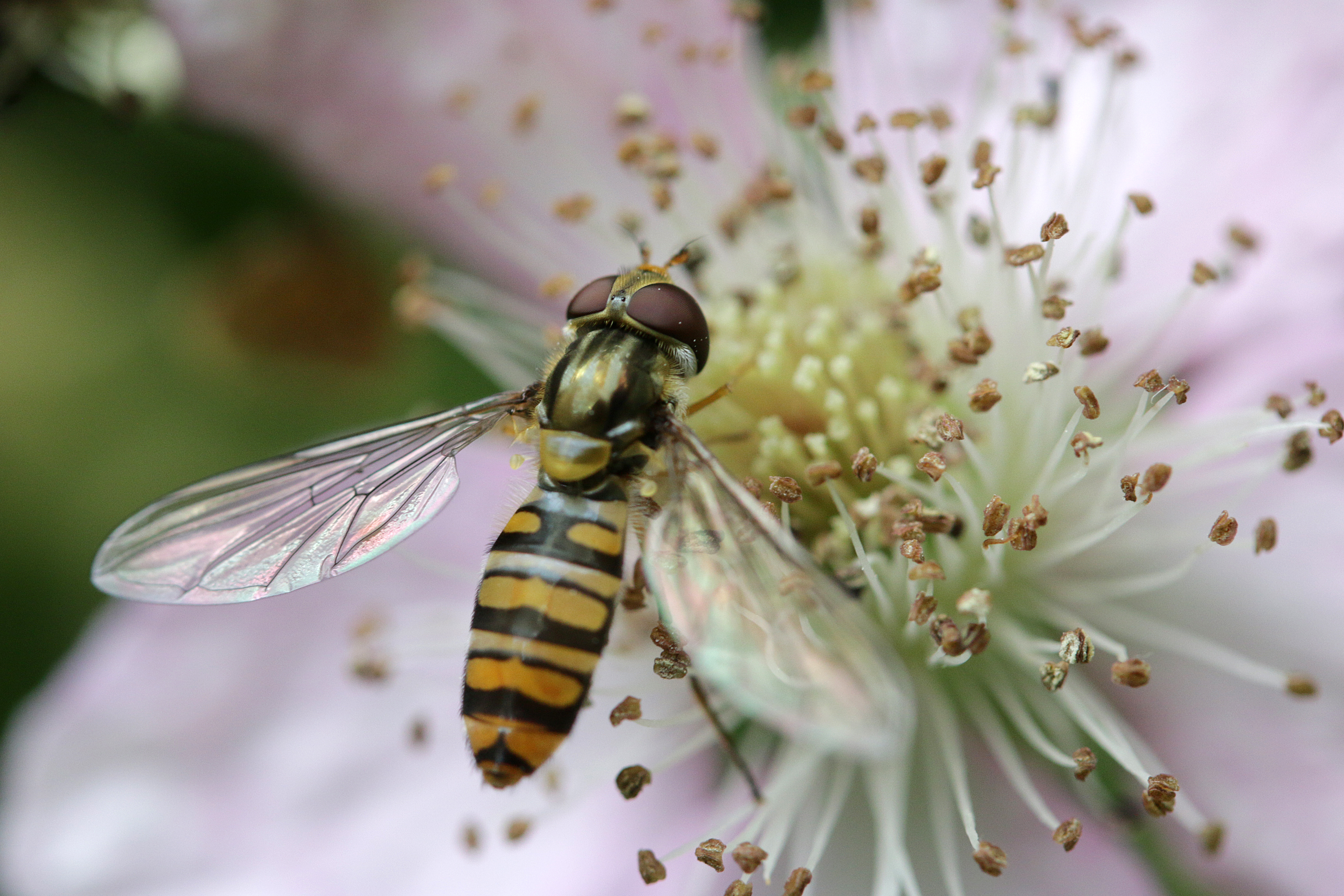
Brombeeren erfordern immer wieder Pflegemaßnahmen. Die Pflanzen sind aber gleichzeitig Lebensgrundlage für vielfältiges Insektenleben.
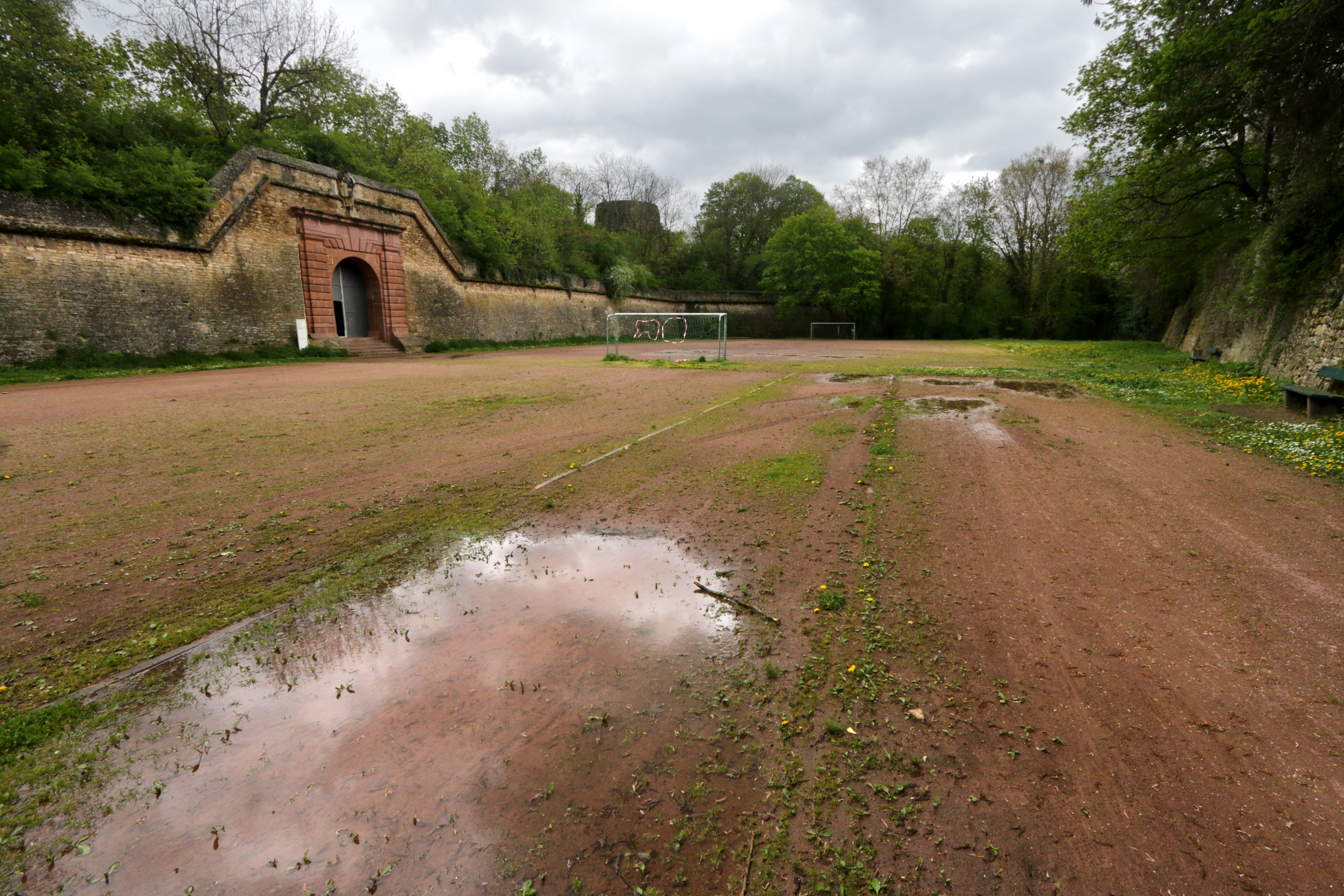
Sportplatz im Zitadellengraben, der zum Ausgleich für geplante Baumfällungen renaturiert und neu mit Bäumen bepflanzt werden soll (2016).
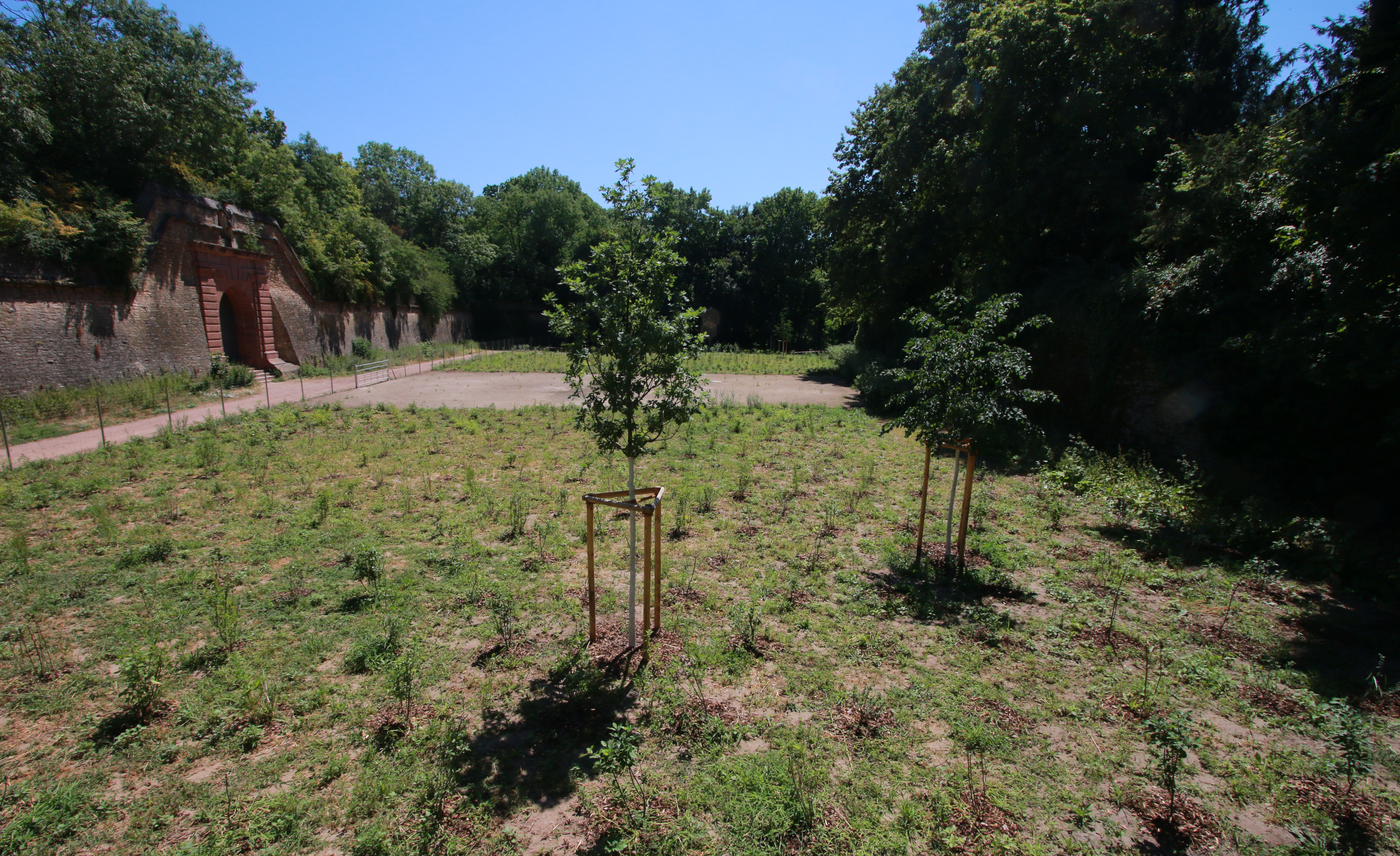
Ehemaliger Sportplatz im Zitadellengraben, der im Ausgleich für Bäume, die gefällt wurden, weil sie das Mauerwerk gefährdeten, Anfang 2018 renaturiert wurde.
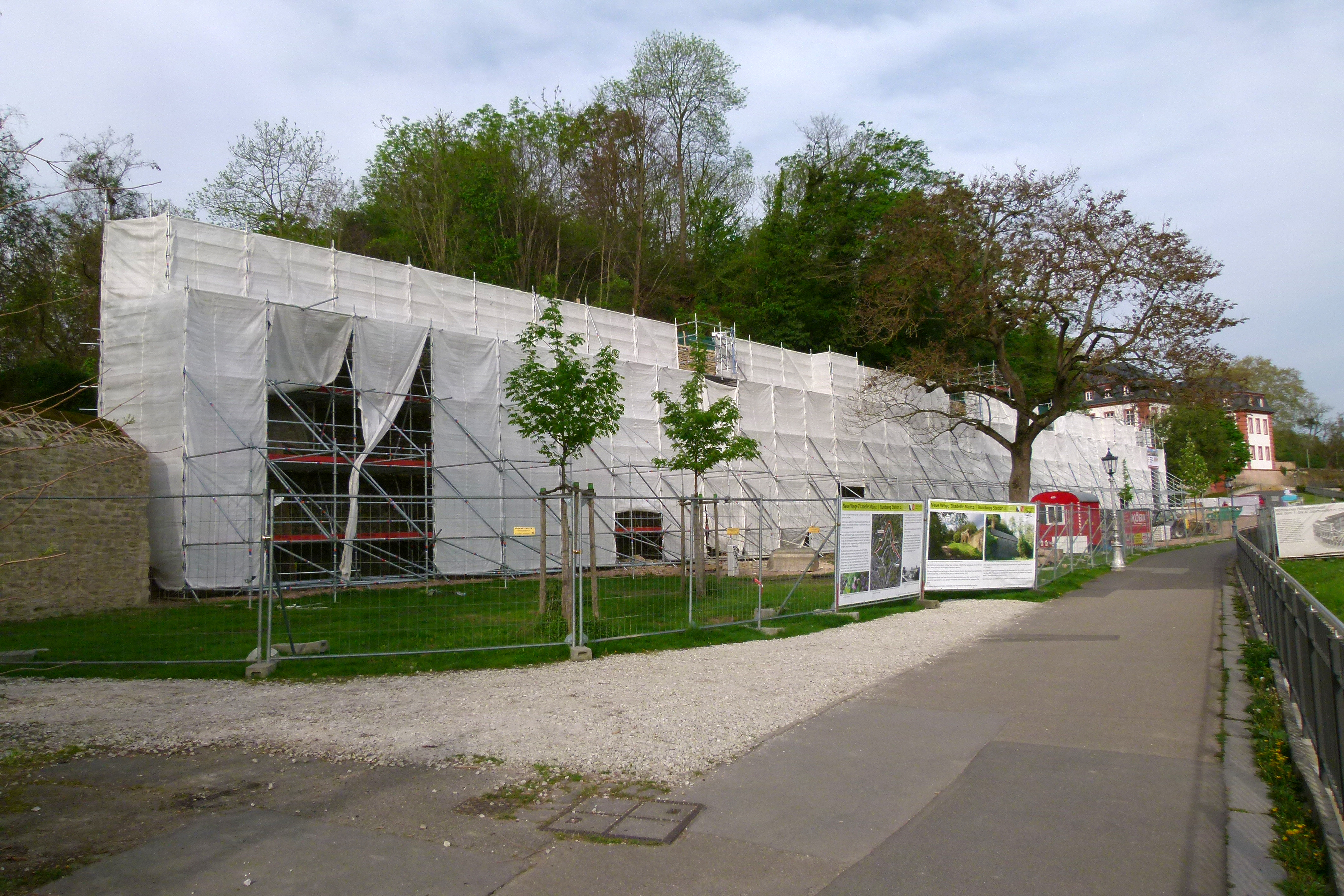
Die Sanierung der historischen Maueranlagen wird sich noch Jahre hinziehen. (2019)